# Проституция в Нигере
Проституция в Нигере незаконна, но распространена в городах, возле шахт и вокруг военных баз. По оценкам ЮНЭЙДС, в стране 46 630 секс-работников. Многие оказались вовлечены в проституцию из-за бедности.
Некоторые нигерийские проститутки занимаются торговлей на границе с Нигером, поскольку многие проститутки преследуются на своей родине, а Нигер воспринимается как более дружелюбный и менее склонный преследовать их за их занятия. Нигерийские мужчины предпочитают пересекать границу в поисках секса, поскольку в исламской Северной Нигерии наказание за «обретение женщины» составляет 50 ударов плетью.
В 2017 году правительство приказало запретить проституцию по всей стране.

## ВИЧ/СПИД
ВИЧ является проблемой в стране. Превентивные меры, в том числе раздача презервативов, привели к снижению показателей распространённости в последние годы. Секс-работники относятся к группе повышенного риска. По оценкам ЮНЭЙДС, в 2016 году показатель распространённости среди секс-работников составлял 17%.

## Торговля с целью сексуальной эксплуатации
Нигер является страной происхождения, транзита и назначения для женщин и детей, ставших жертвами торговли людьми в целях сексуальной эксплуатации. Жертвы из Бенина, Буркина-Фасо, Камеруна, Ганы, Мали, Нигерии и Того становятся объектами торговли людьми в Нигере. Организованные подпольные сети также могут вовлекать нигерских девочек в коммерческий секс. Нигерские девушки становятся жертвами торговли людьми в целях сексуальной эксплуатации на границе с Нигерией, иногда при соучастии их семей. В районе Тахуа в Нигере некоторые девушки, вступившие в брак по принуждению, могут подвергаться эксплуатации в коммерческих целях после бегства из этих номинальных союзов. В Алжире женщины и девушки Нигера были уязвимы для торговли людьми в целях сексуальной эксплуатации.
Нигерских женщин и детей вербуют из Нигера и переправляют в Нигерию, Северную Африку, Ближний Восток и Европу, где они становятся жертвами торговли людьми в целях сексуальной эксплуатации. Некоторые мигранты подозревались в торговле людьми, особенно мигранты из Нигера в Алжир. Торговцы людьми вели в основном небольшие операции на свой страх и риск в слабо организованных сетях отдельных лиц. Поступали сообщения о бизнесменах (как мужчинах, так и женщинах) и неформальных туристических агентствах, которые вербуют женщин на Ближний Восток или в северную Нигерию для торговли людьми в целях сексуальной эксплуатации. Нигер является транзитной страной для женщин и детей из Западной и Центральной Африки, мигрирующих в Северную Африку и Западную Европу, где некоторые из них становятся жертвами торговли людьми. В некоторых случаях правоохранительные органы и пограничники брали взятки от торговцев людьми, чтобы облегчить транспортировку жертв по стране.
Управление Государственного департамента США по мониторингу и борьбе с торговлей людьми включило Нигер в список стран, находящихся под наблюдением уровня 2.